# Bocydium globuliferum
Bocydium globuliferum (лат.) — вид горбаток рода Bocydium из подсемейства Stegaspidinae (Membracidae).

## Распространение
Неотропика.

## Описание
Мелкие равнокрылые насекомые (около 5 мм) с большим разветвлённым спинным отростком на груди. От близких видов отличается следующими признаками: переднее крыло гиалиновое, без видимых апикальных пятен или тёмных пятен около жилок M, Cu или A1; самцы с пластинчатой вогнутой субгенитальной пластинкой, густо волосистой; прегенитальный стернит (VII) самок V-образный, не двулопастный; боковой шип отростка почти в два раза длиннее диаметра латеральной луковицы (шаровидное вздутие) при виде сверху; боковая луковица равна или больше передней; центральная дорсальная ножка переднеспинки перпендикулярна оси тела при виде сбоку, не наклонена назад; боковая ветвь переднеспинки медиально расширена в одиночный луковидный выступ-вздутие, который может быть веретеновидным, эллипсовидным или сферическим (всего их четыре); передняя луковица заметно меньше боковой; передние луковицы стебельчатые. Дорсальная вершина центральной ножки переднеспинки расширена в луковидный выступ.